# باشگاه دیگرز
باشگاه دیگرز (به انگلیسی: The Digger's Club) دو باغ تاریخی دارد که برای عموم آزاد است، یکی از آن‌ها به عنوان یک سایت میراث ملی نامیده می‌شود.

## باغ‌ها

### هرون ساد
خانه باشگاه دیگرز و هرون ساد در ثبت نام املاک ملی ثبت شده‌است. همچنین در آکسفورد همنشین باغ به عنوان یکی از تنها چهار باغ در ویکتوریا، همراه با باغ گیاه‌شناسی ملبورن، (Mawallock و Rippon Lea) فهرست شده‌است.
نخستین استاد حقوق در دانشگاه ملبورن، ویلیام هین، ادوارد لاتروب بتمن را برای ساختن خانه اصلی هرون ساد در سال ۱۸۶۶ طراحی کرد. خانه، که از طرح اصیل گتیک نامتقارن است، در سال ۱۸۷۱ تکمیل شد.
در سال ۱۹۹۶ یک کافه به اموال اضافه شد که هدف آن نمایش مواد محلی است.

### باغ خیابان ارث
در سال ۱۸۵۴ متی راجرز، سنگنورد کورنیش، در سقوط طلا کشف شده در نزدیکی کوه بلوبو در ویکتوریا سیدنی را ترک کرد. در دهه ۱۸۶۰ او یک کلبه ماسه سنگی ساخت و نام آن "StErth" را پس از زادگاهش در کورنوال در حال حاضر بازسازی و تشکیل مرکزی باغ را نیز دارا می‌باشد.